# Hyophorbe
A Hyophorbe az egyszikűek (Liliopsida) osztályába tartozó pálmafélék (Arecaceae) családjának egy nemzetsége.

## Elterjedése
A nemzetség az Indiai-óceánban található Mascarenhas-szigetcsoport endemikus növénye. Természetes élőhelyükön minden faját a kihalás fenyegeti, fajonként általában csak néhány tíz kifejlett egyed maradt fenn, azért a Természetvédelmi Világszövetség egy kivételével a súlyosan veszélyeztetett kategóriába sorolja őket. A Hyophorbe amaricaulis-nak már csak egyetlen élő példánya ismert. Ezzel szemben egyes fajai, így az orsópálma és palackpálma, összességében viszonylagos biztonságban van a kihalástól, mivel dísznövényként sokfelé ültetik.

## Fajok
- Hyophorbe amaricaulis Mart.
- Hyophorbe indica Gaertn.
- Hyophorbe lagenicaulis (L.H.Bailey) H.E.Moore – palackpálma
- Hyophorbe vaughanii L.H.Bailey
- Hyophorbe verschaffeltii H.Wendl. – orsópálma